# Landtagswahlkreis Spree-Neiße I
Der Wahlkreis Spree-Neiße I (Wahlkreis 41) ist ein Landtagswahlkreis in Brandenburg. Er umfasst die Städte Forst (Lausitz) und Guben sowie die Gemeinde Schenkendöbern und das Amt Peitz aus dem Landkreis Spree-Neiße. Wahlberechtigt waren bei der letzten Landtagswahl 39.211 Einwohner.

## Übersicht
Gewählter Direktkandidat
- 2004: Christian Otto (PDS)
- 2009: Dietmar Woidke (SPD)
- 2014: Dietmar Woidke (SPD)
- 2019: Dietmar Woidke (SPD)
- 2024: Steffen Kubitzki (AfD)

Zweitstimmenanteile der Parteien in Prozent
| Jahr | Wbt. | SPD  | LINKE | CDU  | FDP | Grüne | DVU | NPD | BVB/FW | AfD  | Tierschutz | BSW  | Sonstige |
| ---- | ---- | ---- | ----- | ---- | --- | ----- | --- | --- | ------ | ---- | ---------- | ---- | -------- |
| 2004 |      | 30,6 | 28,5  | 19,8 | 3,7 | 1,9   | 7,2 |     |        |      |            |      | 8,3      |
| 2009 | 64,6 | 31,8 | 29,1  | 19,3 | 7,4 | 5,1   | 1,1 | 3,4 | 1,2    |      |            |      | 1,6      |
| 2014 | 49,3 | 36,0 | 15,9  | 20,6 | 1,5 | 4,7   |     | 3,5 | 1,1    | 15,4 |            |      | 1,3      |
| 2019 | 62,1 | 28,0 | 8,4   | 12,5 | 4,9 | 4,8   |     |     | 4,1    | 33,9 | 2,2        |      | 1,2      |
| 2024 | 72,0 | 29,1 | 2,2   | 9,2  | 0,7 | 1,3   |     |     | 1,8    | 39,2 | 1,4        | 13,9 | 1,2      |

## Landtagswahl 2004
Bei der Landtagswahl 2004 wurde Christian Otto im Wahlkreis direkt gewählt.
Die weiteren Wahlkreisergebnisse:
| Direktkandidat        | Partei          | Erststimmen in % | Zweitstimmen in % |
| --------------------- | --------------- | ---------------- | ----------------- |
| Guido Odendahl        | SPD             | 23,0             | 30,6              |
| Monika Schulz-Höpfner | CDU             | 21,8             | 19,8              |
| Christian Otto        | PDS             | 34,6             | 28,5              |
| –                     | DVU             | –                | 07,2              |
| Franziska Keller      | Grüne           | 03,2             | 01,9              |
| Klaus-Dieter Hübner   | FDP             | 09,0             | 03,7              |
| Herbert Gehmert       | AfW             | 06,3             | 01,4              |
| –                     | AUB-Brandenburg | –                | 00,9              |
| –                     | DKP             | –                | 00,2              |
| –                     | Graue           | –                | 01,1              |
| –                     | Familie         | –                | 02,6              |
| –                     | 50Plus          | –                | 00,9              |
| –                     | JA              | –                | 00,4              |
| Hans Wußmann          | Offensive D     | 02,1             | 00,4              |
| –                     | BRB             | –                | 00,4              |

## Landtagswahl 2009
Bei der Landtagswahl 2009 wurde Dietmar Woidke im Wahlkreis direkt gewählt.
Die weiteren Wahlkreisergebnisse:
| Direktkandidat        | Partei              | Erststimmen in % | Zweitstimmen in % |
| --------------------- | ------------------- | ---------------- | ----------------- |
| Dietmar Woidke        | SPD                 | 34,7             | 31,8              |
| Kerstin Nedoma        | Die Linke           | 30,8             | 29,1              |
| Monika Schulz-Höpfner | CDU                 | 19,2             | 19,3              |
| -                     | DVU                 | -                | 01,1              |
| Wolfgang Renner       | GRÜNE               | 04,0             | 05,1              |
| Thomas Hirsch         | FDP                 | 06,4             | 07,4              |
| -                     | 50 Plus             | -                | 00,5              |
| -                     | DKP                 | -                | 00,1              |
| -                     | REP                 | -                | 00,3              |
| -                     | Die-Volksinitiative | -                | 00,2              |
| Marco Neuling         | NPD                 | 03,5             | 03,4              |
| -                     | RRP                 | -                | 00,5              |
| Silvia Schwarz        | Freie Wähler        | 01,4             | 01,2              |

## Landtagswahl 2014
Bei der Landtagswahl 2014 wurde Dietmar Woidke direkt gewählt.
Die weiteren Wahlkreisergebnisse:
| Direktkandidat        | Partei    | Erststimmen in % | Zweitstimmen in % |
| --------------------- | --------- | ---------------- | ----------------- |
| Dietmar Woidke        | SPD       | 49,5             | 36,0              |
| Anke Schwarzenberg    | Die Linke | 11,7             | 15,9              |
| Monika Schulz-Höpfner | CDU       | 18,8             | 20,6              |
| Wolfgang Renner       | GRÜNE     | 3,3              | 4,7               |
|                       | FDP       | -                | 1,5               |
| Jan Seefloth          | NPD       | 3,1              | 3,5               |
| Sebastian Schulze     | BVB/FW    | 1.3              | 1,1               |
|                       | REP       | -                | 0,2               |
|                       | DKP       | -                | 0,2               |
| Carsten Heintze       | AfD       | 12,4             | 15,4              |
|                       | PIRATEN   | -                | 1,0               |

## Landtagswahl 2019
Bei der Landtagswahl 2019 wurde erneut Dietmar Woidke direkt gewählt.
Die weiteren Wahlkreisergebnisse:
| Direktkandidat     | Partei     | Erststimmen in % | Zweitstimmen in % |
| ------------------ | ---------- | ---------------- | ----------------- |
| Dietmar Woidke     | SPD        | 36,2             | 28,0              |
| Rüdiger Krause     | CDU        | 10,2             | 12,5              |
| Anke Schwarzenberg | Die Linke  | 7,0              | 8,4               |
| Steffen Kubitzki   | AfD        | 32,4             | 33,9              |
| Robert Richter     | GRÜNE      | 4,0              | 4,8               |
| Jeff Staudacher    | FDP        | 4,4              | 4,9               |
| Olaf Bubner        | BVB/FW     | 4,9              | 4,1               |
| Thomas Friedrich   | PIRATEN    | 0,8              | 0,6               |
|                    | Tierschutz | -                | 2,2               |
|                    | ÖDP        | -                | 0,4               |
|                    | V³         | -                | 0,2               |

## Landtagswahl 2024
Bei der Landtagswahl 2024 gab es folgende Wahlergebnisse. Das Direktmandat wurde erstmals von der AfD gewonnen, deren Kandidat Steffen Kubitzki hatte nach Auszählung aller Stimmen sieben Stimmen Vorsprung vor dem amtierenden Ministerpräsidenten Dietmar Woidke.
| Direktkandidat   | Partei                    | Erststimmen in % | Zweitstimmen in % |
| ---------------- | ------------------------- | ---------------- | ----------------- |
| Dietmar Woidke   | SPD                       | 41,5             | 29,1              |
| Steffen Kubitzki | AfD                       | 41,5             | 39,2              |
| Susanne Seng     | CDU                       | 8,3              | 9,2               |
| Heide Schinowsky | GRÜNE                     | 0,6              | 1,3               |
| Timo Ritter      | Die Linke                 | 2,5              | 2,2               |
| Olaf Bubner      | BVB/FW                    | 3,9              | 1,8               |
| Robert Hanschke  | Die PARTEI                | 0,8              | –                 |
| Jeff Staudacher  | FDP                       | 0,8              | 0,7               |
| –                | Tierschutzpartei          | –                | 1,4               |
| –                | Plus (Piraten, ÖDP, Volt) | –                | 0,3               |
| –                | BSW                       | –                | 13,9              |
| –                | III. Weg                  | –                | 0,1               |
| –                | DKP                       | –                | 0,0               |
| –                | DLW                       | –                | 0,4               |
| –                | WU                        | –                | 0,3               |